# Raemka
Raemka (Remkuj, eng. Remkuy) bio je egipatski princ, najvjerojatnije sin faraona Menkauhora Kaiua. Pokopan je u grobnici 80 u Sakari. Moguće je da je njegova majka bila Meresank IV.

## Grobnica
Prvotni vlasnik Raemkine grobnice bio je Neferirtenes, koji se dao prikazati u njoj, ali je grobnica poslije postala Raemkina. Ne zna se zašto se to dogodilo. Moguće je da je Neferirtenes pao u nemilost kralja ili je njegova obitelj izumrla, pa nitko nije mario za grobnicu. 
Natpis u grobnici otkriva da je Raemka bio "kraljev sin od njegova tijela" - biološki sin faraona. 

## Ime
| r · a | m | kA |